# Нафта малопарафіниста
Нафта малопарафіниста (рос. нефть малопарафинистая; англ. low-paraffin oil; нім. paraffinarmes (schwach paraffinhaltiges) Erdöl n) – нафта з вмістом парафіну до 1-2% (за деякими авторами до 1,5%). 
Синонім – малопарафінова нафта.